# 越南研究期刊
越南研究期刊（Journal of Vietnamese Studies）是一份2006年起出版的學術期刊。該期刊每年出版三次，內容涵蓋越南的歷史、政治、文化和社會，還有書評。目前，期刊的主編是Martha Lincoln, Van Nguyen-Marshall, 和Peter Zinoman。

## 資料來源
1. ↑  .   [2014-04-11]. （原始内容存档于2015-09-24）.

## 外部連結
- 官方网站